# Adalbert Stifter
Adalbert Stifter, född 23 oktober 1805 i Böhmen, död 28 januari 1868, var en österrikisk författare.

## Biografi
Stifter, som var född i Böhmen, levde från 1848 som folkskoleinspektör i Linz. Litterär berömmelse vann han med en rad noveller i Studien (6 band, 1844-50), karakteriserade av en vek naturkänsla och minutiös psykologisk skildring.
Stifter skrev finstämda berättelser och är mest känd för den stora romanen "Der Nachsommer" (ej översatt till svenska, ungefär "Brittsommar"). Han räknas till de största prosaisterna under tyskt 1800-tal. Han var även landskapsmålare och mot slutet av sitt liv led han av skrumplever och svåra psykiska problem som sedermera också ledde till självmord.
I hans verk återspeglas ofta längtan till hemtrakterna i Böhmerwald. Till exempel handlar verken "Hochwald" och "Witiko" om landskapet kring sjön Plöckensteinsee (Plešné jezero).

## Utmärkelser
Asteroiden 7127 Stifter är uppkallad efter honom.

## Svenska översättningar
- "Den gamle ungkarlen" ("Der Hagestolz") (översättning E.N. Tigerstedt. Ingår i: Modern världslitteratur: de levande mästerverken. Band 26 (Natur & Kultur, 1946)
- Brokiga stenar: ett urval (Ur Bunte Steine: "Granit", "Bergmilch" och "Bergkristall") (översättning Jane Lundblad, Tiden, 1949)
- Kondoren och Vilda blommor ("Der Condor" och "Feldblumen") (översättning och efterord: Rolf Haglund) (Galder, 1980)